# Тайбер, Франц
Франц Тайбер (нем. Franz Teyber; 25 августа 1758, Вена — 21 октября 1810, Вена) — австрийский композитор, дирижёр и органист. Сын скрипача Маттеуса Тайбера, брат певиц Элизабет Тайбер и Терезы Тайбер и композитора Антона Тайбера.
Учился композиции у Георга Кристофа Вагензейля. В 1786—1788 гг. дирижировал представлениями передвижного театра Эмануэля Шиканедера, затем работал в Бадене, Кёльне, Регенсбурге, Аугсбурге, Берне. Вернувшись в Вену в 1798 году, возобновил сотрудничество с Шиканедером и в 1801 г. стал музыкальным руководителем открытого Шиканедером Театра ан дер Вин; первым представлением на новой сцене стала 13 июня этого года опера Тайбера «Александр». С 1806 г. работал в Театре ин дер Леопольдштадт. В 1809 г. занял пост титулярного органиста венского Собора святого Стефана, а за два месяца до смерти и должность придворного органиста. Автор более чем 20 опер, камерной и церковной музыки.